# Rio Mutuacá
Le rio Mutuacá est un cours d'eau qui baigne l’État du Pará, au Brésil.